# Reardan (Washington)
Reardan je gradić u američkoj saveznoj državi Washington. Prema popisu stanovništva iz 2010. u njemu je živjelo 571 stanovnika.